# Харисонвил (Мисури)
Харисонвил (енгл. Harrisonville) град је у америчкој савезној држави Мисури.

## Демографија
По попису из 2010. године број становника је 10.019, што је 1.073 (12,0%) становника више него 2000. године.
| Група             | 2000.         | 2010.         |
| Белци             | 8.536 (95,4%) | 9.360 (93,4%) |
| Афроамериканци    | 87 (1,0%)     | 115 (1,1%)    |
| Азијати           | 42 (0,5%)     | 64 (0,6%)     |
| Хиспаноамериканци | 126 (1,4%)    | 265 (2,6%)    |
| Укупно            | 8.946         | 10.019        |